# Łoskajmy (gmina Bartoszyce)
Łoskajmy ( niem. Loschkeim) – osada w Polsce położona w województwie warmińsko-mazurskim, w powiecie bartoszyckim, w gminie Bartoszyce. W latach 1975–1998 miejscowość administracyjnie należała do województwa olsztyńskiego.

## Historia
W 1889 r. był to majątek ziemski o powierzchni 270 ha.
Po 1945 r. miejscowości działało Państwowe gospodarstwo rolne Łoskajmy. W Narodowym Spisie Powszechnym z 1978 r. Łoskajmy liczone były łącznie z Gierczynem. Natomiast w spisie z roku 1983 ujęto razem z PGR Łapkiejmy. Było tu 12 domów z 96 mieszkańcami. We wsi zabudowa była zwarta a ulice miały elektryczne oświetlenie.